# Metropolitanstadt Cagliari
Die Metropolitanstadt Cagliari (italienisch Città Metropolitana di Cagliari) ist eine Metropolitanstadt der Autonomen Region Sardinien. Sie liegt im Süden der Insel Sardinien.
Die Metropolitanstadt Cagliari besteht seit dem 4. Februar 2016. Im Unterschied zu allen anderen bisher geschaffenen Metropolitanstädten entstand sie nicht durch Umwandlung aus einer früheren Provinz, sondern durch Neubildung aus 17 Gemeinden der Provinz Cagliari, deren übrige Gemeinden der ebenfalls neu geschaffenen Provinz Sud Sardegna zugeteilt wurden.
Im Rahmen einer Gebietsreform 2021 wurde das Gebiet der Metropolitanstadt erweitert und umfasst nun das Gebiet der vormaligen Provinz Cagliari (ohne die Gemeinde Seulo) sowie der Gemeinden Seui und Genoni. Die Provinz Sud Sardegna besteht nicht mehr.

## Gemeinden

Lage der Metropolitanstadt Cagliari (vor Gebietsreform 2021)

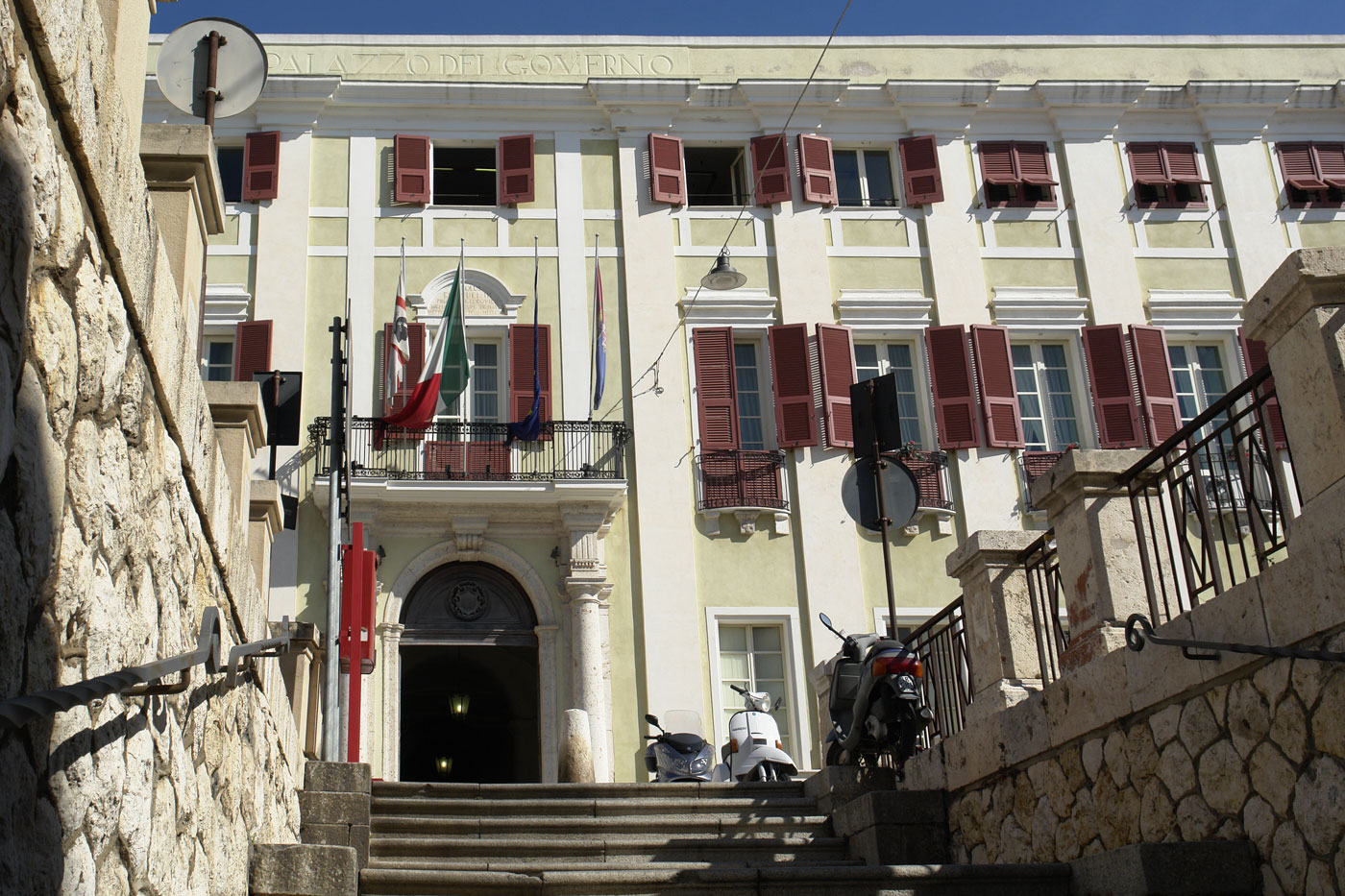
Cagliari, Palazzo Regio, Regierungssitz der Metropolitanstadt

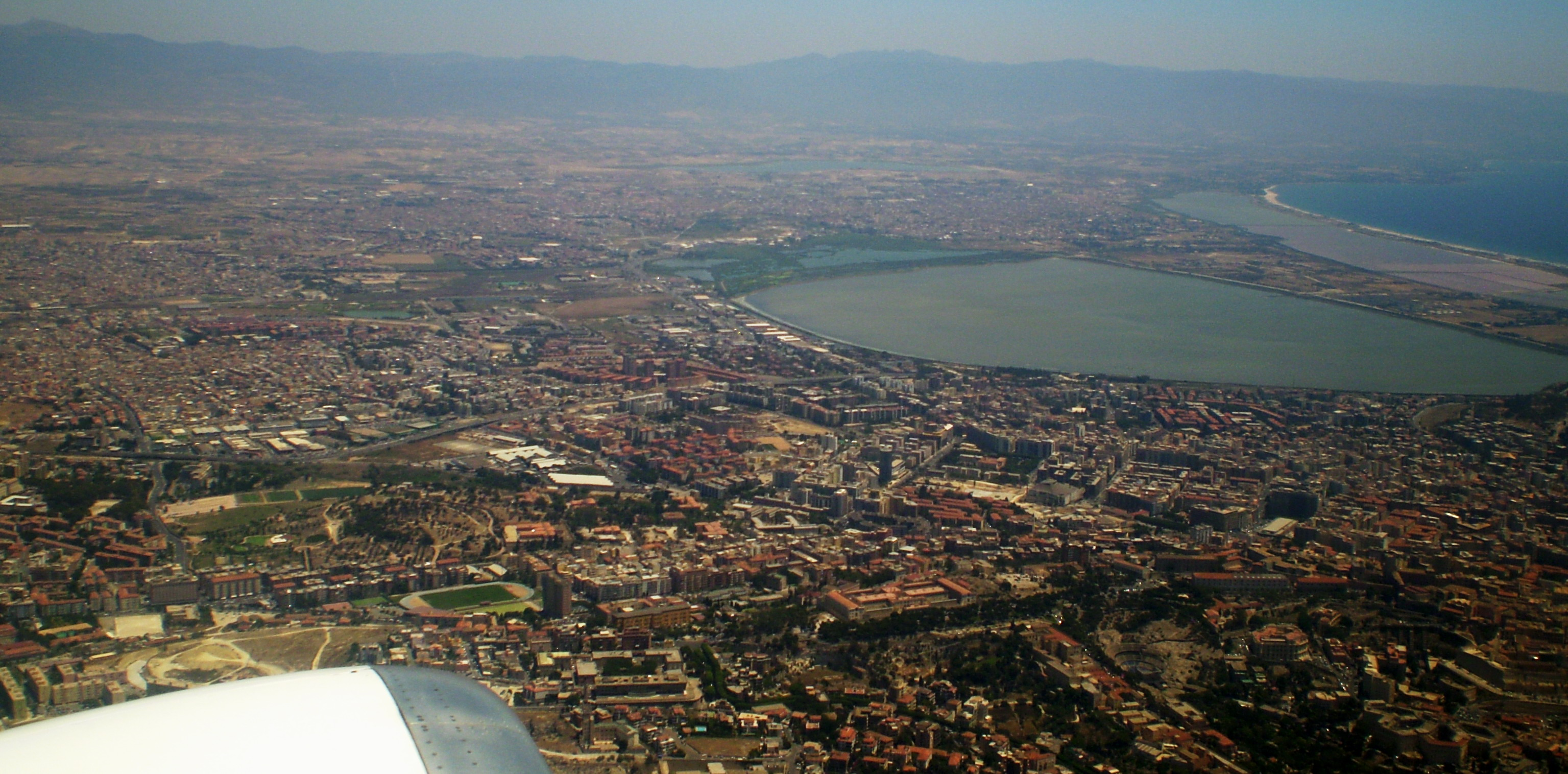
Blick über die Metropolitanstadt Cagliari

(Einwohnerzahlen mit Stand 31. Dezember 2023)
| Gemeinde           | Einwohner | Fläche (km²) |
| ------------------ | --------- | ------------ |
| Assemini           | 25.762    | 117,50       |
| Cagliari           | 147.411   | 85,45        |
| Capoterra          | 23.130    | 68,25        |
| Decimomannu        | 8.385     | 28,05        |
| Elmas              | 9.521     | 13,63        |
| Maracalagonis      | 7.934     | 101,60       |
| Monserrato         | 18.827    | 6,40         |
| Pula               | 7.122     | 138,79       |
| Quartu Sant’Elena  | 68.509    | 96,28        |
| Quartucciu         | 12.831    | 27,87        |
| Sarroch            | 5.008     | 67,88        |
| Selargius          | 28.437    | 26,70        |
| Sestu              | 20.792    | 48,32        |
| Settimo San Pietro | 6.963     | 23,21        |
| Sinnai             | 17.279    | 223,38       |
| Uta                | 8.892     | 134,46       |
| Villa San Pietro   | 2.159     | 39,61        |